# Giuseppe Trivellini
Giuseppe Trivellini (Gottolengo, 26 dicembre 1895 – Brescia, 28 aprile 1977) è stato un calciatore italiano, di ruolo portiere.
La sua figura è legata non solo ai primi anni della nazionale italiana, ma anche al Brescia, di cui è stato portiere per tutta la sua carriera.

## Caratteristiche tecniche
Si distinse come un portiere attento nel valutare il momento giusto per effettuare i suoi interventi, nonché dotato di un'ottima abilità nel piazzamento e di grande coraggio nelle uscite basse.

## Biografia
Nacque da una famiglia originaria di Gottolengo, nella Bassa Bresciana; questa si trasferì, agli inizi del secolo, nella Quadra di Sant'Alessandro in città a Brescia.
Era fratello minore di Luigi, suo compagno di squadra nelle Rondinelle, che giocava invece da mediano. All'inizio della prima guerra mondiale, entrambi si arruolarono nella sezione dell'Arma di artiglieria composta dagli Alpini: tuttavia, mentre Giuseppe sopravvisse e ritornò in patria alla fine del conflitto, Luigi morì nel 1917, in una trincea sul Monte Grappa.
Si racconta che, durante i suoi primi anni a Brescia, non potendo permettersi di versare la quota sociale alla squadra per le sue condizioni di povertà (infatti, negli anni pionieristici, in cui quasi tutte le associazioni calcistiche erano ancora di natura dilettantistica, i giocatori si autotassavano per mantenere la loro appartenenza al club di riferimento), Trivellini fosse incaricato di tracciare col gesso le linee di demarcazione del campo di gioco per poter sopperire.
Inoltre, mentre giocava fra i pali delle Rondinelle, nel contempo manteneva anche il suo lavoro di commesso in una merceria del centro cittadino.
È morto nel 1977 a Brescia, in cui ha abitato per tutta la vita: in seguito, la città gli ha intitolato una via.

## Carriera

### Club
Una delle prime bandiere del calcio italiano, Trivellini ha sempre giocato per il club della sua città: si dice che il suo attaccamento a Brescia fosse talmente forte da spingerlo a rifiutare qualsiasi offerta avanzata nei suoi confronti da altre compagini nazionali e internazionali, fra cui pareva essere incluso addirittura l'Arsenal, una delle squadre più famose e titolate del calcio inglese.

Una formazione del Brescia nel campionato di Promozione 1912-1913: nella foto, Trivellini è riconoscibile dalla sua divisa nera con colletto bianco.

Nei primi incontri della squadra, figurò come difensore, ma poco dopo si stabilì definitivamente in porta. Proprio in questa posizione, appena sedicenne, fece il suo esordio nella prima partita ufficiale della storia del Brescia, che il 12 maggio 1912, a Milano, disputò una gara contro il Savoia Milano, valida per la finale d'andata del girone lombardo del campionato di Terza Categoria: le Rondinelle vinsero per 3-2. Il giovanissimo portiere giocò anche la finale di ritorno, a Brescia, in cui le due squadre pareggiarono 1-1: un risultato che, per somma di reti, attribuì ai biancazzurri il titolo di campioni regionali e l'accesso al campionato successivo di Promozione.
In quegli anni, grazie al suo talento estremamente precoce, Trivellini si affermò subito come titolare della squadra, nonché uno dei suoi giocatori più rappresentativi: il primo campionato di Promozione si risolse immediatamente in una promozione nella massima serie di allora (anche grazie al forfait di alcune squadre dello stesso girone), e il portiere giocò con regolarità nei due successivi campionati di Prima Categoria, anche se il secondo venne concluso anticipatamente, a causa dello scoppio del conflitto bellico.
Alla ripresa delle attività, nel 1919, Trivellini riconquistò il proprio posto fra i pali senza troppe difficoltà, giocando anche nel campionato dello scisma federale del 1921. Pur non ottenendo più risultati di particolare rilievo, lungo gli anni il Brescia si mantenne stabilmente fra i club di miglior rendimento su scala regionale, anche grazie al suo portiere, che nel frattempo era diventato capitano della squadra e la seguì nel passaggio dalla Prima Divisione alla Divisione Nazionale, pur iniziando ad alternarsi in porta con Genesio Bozzoni.
Oltre alle partite di campionato e di Coppa Italia, nel 1928 partecipò alla tournée che i lombardi organizzarono negli Stati Uniti d'America, disputando cinque incontri.

Una foto di Trivellini al Brescia

Dopo diverse altre stagioni ad alto livello, a 35 anni Trivellini decise di chiudere la sua carriera agonistica al termine del primo torneo della nuova Serie A a girone unico, nel campionato 1929-1930: in quest'ultima occasione, disputò solo due partite, avendo nel frattempo ceduto il posto ai più giovani Amoretti e Peruchetti.
In totale, difese la porta bresciana per quindici stagioni consecutive, giocando 208 partite di campionato e 11 fra Coppa Italia e Coppa CONI.

### Nazionale
Sull'onda delle sue prestazioni a Brescia, esordì in nazionale a soli 19 anni, durante un'amichevole disputatasi il 31 gennaio 1915 a Torino, contro la Svizzera. Una partita che terminò per 3-1 a favore degli azzurri, allenati da Nino Resegotti, ma che rappresentò anche l'ultimo incontro ufficiale dell'Italia prima della sospensione causata dalla grande guerra.
All'inizio degli anni Venti, Trivellini tornò nel giro della Nazionale, diventandone per un breve periodo il portiere titolare: tuttavia, nel maggio del 1923, in seguito ad una pesante sconfitta per 5-1 subita contro la Cecoslovacchia, gli vennero preferiti i colleghi De Prà e Combi, e lui non venne più selezionato.
Ciò nonostante, detiene tuttora il record di presenze nella Nazionale italiana (7) per un calciatore biancazzurro.

## Statistiche

### Presenze e reti nei club
| Stagione        | Squadra         | Campionato | Campionato | Campionato | Coppe nazionali | Coppe nazionali | Coppe nazionali |
| Stagione        | Squadra         | Comp       | Pres       | Reti       | Comp            | Pres            | Reti            |
| --------------- | --------------- | ---------- | ---------- | ---------- | --------------- | --------------- | --------------- |
| 1911-1912       | Brescia         | TC         | 2          | -3         | -               | -               | -               |
| 1912-1913       | Brescia         | PL         | 16         | -29        | -               | -               | -               |
| 1913-1914       | Brescia         | PC         | 16         | -39        | -               | -               | -               |
| 1914-1915       | Brescia         | PC         | 11         | -18        | -               | -               | -               |
| 1919-1920       | Brescia         | PC         | 19         | -28        | -               | -               | -               |
| 1920-1921       | Brescia         | PC         | 6          | -9         | -               | -               | -               |
| 1921-1922       | Brescia         | PD         | 16         | -23        | -               | -               | -               |
| 1922-1923       | Brescia         | PD         | 25         | -33        | -               | -               | -               |
| 1923-1924       | Brescia         | PD         | 14         | -24        | -               | -               | -               |
| 1924-1925       | Brescia         | PD         | 6          | -7         | -               | -               | -               |
| 1925-1926       | Brescia         | PD         | 12         | -27        | -               | -               | -               |
| 1926-1927       | Brescia         | DN         | 16         | -26        | CI              | ?               | ?               |
| 1927-1928       | Brescia         | DN         | 19         | -36        | -               | -               | -               |
| 1928-1929       | Brescia         | DN         | 28         | -35        | -               | -               | -               |
| 1929-1930       | Brescia         | A          | 2          | -6         | -               | -               | -               |
| Totale carriera | Totale carriera |            | 208        | -343       |                 | -               | -               |

### Cronologia presenze e reti in Nazionale
| Cronologia completa delle presenze e delle reti in nazionale ― Italia | Cronologia completa delle presenze e delle reti in nazionale ― Italia | Cronologia completa delle presenze e delle reti in nazionale ― Italia | Cronologia completa delle presenze e delle reti in nazionale ― Italia | Cronologia completa delle presenze e delle reti in nazionale ― Italia | Cronologia completa delle presenze e delle reti in nazionale ― Italia | Cronologia completa delle presenze e delle reti in nazionale ― Italia | Cronologia completa delle presenze e delle reti in nazionale ― Italia |
| Data                                                                  | Città                                                                 | In casa                                                               | Risultato                                                             | Ospiti                                                                | Competizione                                                          | Reti                                                                  | Note                                                                  |
| --------------------------------------------------------------------- | --------------------------------------------------------------------- | --------------------------------------------------------------------- | --------------------------------------------------------------------- | --------------------------------------------------------------------- | --------------------------------------------------------------------- | --------------------------------------------------------------------- | --------------------------------------------------------------------- |
| 31-1-1915                                                             | Torino                                                                | Italia                                                                | 3 – 1                                                                 | Svizzera                                                              | Amichevole                                                            | -1                                                                    |                                                                       |
| 21-5-1922                                                             | Milano                                                                | Italia                                                                | 4 – 2                                                                 | Belgio                                                                | Amichevole                                                            | -2                                                                    |                                                                       |
| 3-12-1922                                                             | Bologna                                                               | Italia                                                                | 2 – 2                                                                 | Svizzera                                                              | Amichevole                                                            | -2                                                                    |                                                                       |
| 1-1-1923                                                              | Milano                                                                | Italia                                                                | 3 – 1                                                                 | Germania                                                              | Amichevole                                                            | -1                                                                    |                                                                       |
| 4-3-1923                                                              | Genova                                                                | Italia                                                                | 0 – 0                                                                 | Ungheria                                                              | Amichevole                                                            | -                                                                     |                                                                       |
| 15-4-1923                                                             | Vienna                                                                | Austria                                                               | 0 – 0                                                                 | Italia                                                                | Amichevole                                                            | -                                                                     |                                                                       |
| 27-5-1923                                                             | Praga                                                                 | Cecoslovacchia                                                        | 5 – 1                                                                 | Italia                                                                | Amichevole                                                            | -5                                                                    |                                                                       |
| Totale                                                                |                                                                       | Presenze                                                              | 7                                                                     |                                                                       | Reti                                                                  | -11                                                                   |                                                                       |